# Snälltåget

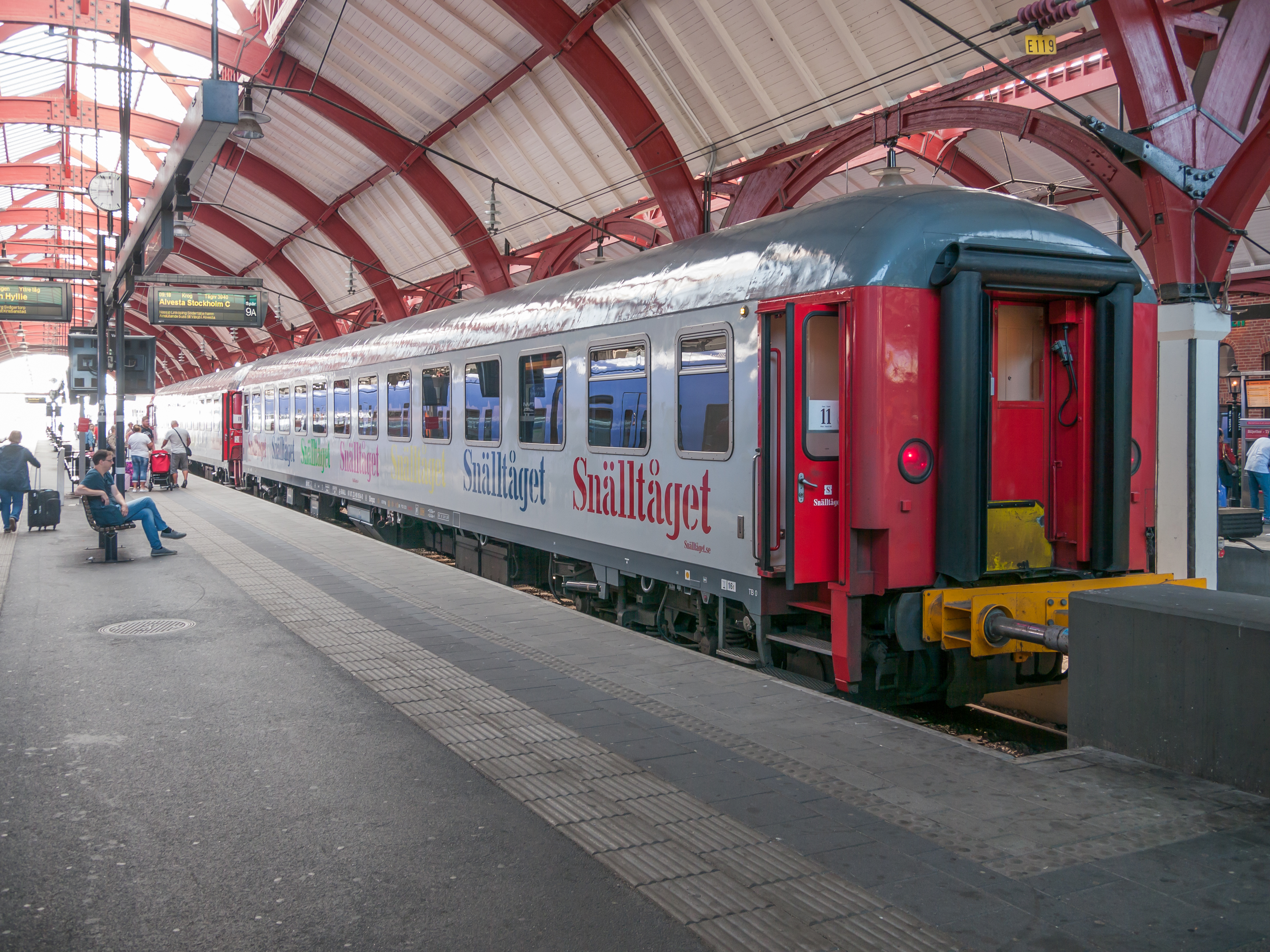
Zug in Malmö C

Snälltåget ist ein schwedisches Eisenbahnunternehmen mit Sitz in Malmö. Das Unternehmen betreibt Fernzüge / Nachtzüge zwischen Stockholm und Malmö sowie Berlin und saisonal zu den Ski- und Wandergebieten in Jämtland und Österreich. Diese Verkehre werden eigenwirtschaftlich, d. h. ohne Subventionen, nur mit Einnahmen aus dem Fahrkartenverkauf betrieben.

## Geschichte
Der Verkehr wurde von Veolia Transport unter dem Namen „Utmanartåget“ am 31. Januar 2007 aufgenommen, als der schwedische Nachtzugverkehr dereguliert wurde. Die erste Abfahrt erfolgte von Göteborg nach Storlien im Zusammenhang mit den Alpinen Skiweltmeisterschaften 2007 in Åre. Der Zug war der erste Nachtzug in Schweden, der mit Statens Järnvägar (SJ) konkurrierte.
2008 wurde der Nachtzugverkehr nach Åre fortgesetzt und im Sommer die Strecke Malmö–Stockholm–Narvik betrieben. Am 3. Juli 2009 wurde auch der Wochenendverkehr in Schweden dereguliert und Snälltåget nahm den Betrieb an den Wochenenden zwischen Malmö und Stockholm auf. Seit 2010 der gesamte schwedische Markt dereguliert wurde, fuhr Snälltåget täglich zwischen Stockholm und Malmö.
2012 wurde der Sommerverkehr nach Berlin aufgenommen, nachdem SJ die Nachtzuglinie Berlin-Night-Express eingestellt hatte. Im November 2013 wurde der Name der Gesellschaft bei gleichem Eigentümer in Snälltåget geändert. Ab 2017 setzte Snälltåget Busse für die Verbindungen von Växjö, Karlshamn, Ronneby und Karlskrona nach Stockholm und Malmö ein. 2019 wurden eine Busverbindung zwischen Nässjö und Jönköping eingerichtet.

## Netz
Die Hauptstrecke wird ganzjährig von Malmö nach Stockholm über Lund, Hässleholm, Alvesta, Nässjö, Linköping und Norrköping betrieben. In der Wander- und Skisaison betreibt Snälltåget Nachtzüge nach Åre und Storlien. Saisonverkehr gibt es zudem in die Skigebiete Österreichs.
In den Sommermonaten verkehrte bis 2020 ein Nachtzug von Malmö nach Berlin mit einer Fährverbindung über die Königslinie zwischen Sassnitz und Trelleborg. Als die Stena Line bekannt gab, diese Linie einzustellen, versicherte Snälltåget zunächst Mitte April 2020, dass die Schlafwagenverbindung zwischen Schweden und Deutschland in der Saison 2020 weiter verkehren wird, machte dies jedoch angesichts der weiter bestehenden Reiseeinschränkungen durch die COVID-19-Pandemie zum Sommeranfang wieder rückgängig. Am 27. Juni 2021 wurde die Nachtzugverbindung mit neuem Startpunkt in Stockholm über Dänemark und die Brücken über den Großen Belt sowie den Öresund ohne Trajektierung wieder mit täglichen Abfahrten im Sommer aufgenommen. Dabei werden Kopenhagen (Høje Taastrup bzw. Ørestad) und Hamburg angebunden.
Auch außerhalb der Sommersaison werden zu verschiedenen Terminen wie Weihnachten, Neujahr sowie Ostern Verbindungen nach Berlin angeboten. Als der schwedische Staat eine tägliche Nachtzugverbindung ab September 2022 zwischen Stockholm und Deutschland ausgeschrieben hatte, bewarb sich Snälltåget nicht für diese Leistungen.
Ab Frühjahr 2025 wird erstmalig der Nachtzug nach Hamburg und Berlin an einigen Terminen bis Dresden verlängert. Weiterhin verkehrt der Nachtzug nach Berlin im Rahmen der "Kulturhauptstadt Europas Chemnitz 2025" an drei Wochenenden weiter bis nach Chemnitz.
Für den 1. März 2026 wird die Aufnahme eines Zugpaars Malmö–Oslo mit Anschluss an die Nachtzüge Stockholm–Berlin geplant.

## Fahrzeuge

### Lokomotiven
Snälltåget entschied sich 2016, statt wie zuvor Siemens EuroSprinter und Lokführer von Hector Rail für seine Reisezüge zu mieten, die Züge in Eigenregie zu betreiben. Dazu wurden fünf neue Vectron AC-Lokomotiven von European Locomotive Leasing (ELL) geleast. Auf diesen roten Lokomotiven ist der Schriftzug „Snälltåget“ auf der einen Seite und „Loket“ auf der anderen Seite angebracht. Die ersten Lokomotiven wurden im Oktober 2016 in Betrieb genommen.
| Nummer                                               | Eigentümer                  | Mietbeginn | Besonderes |
| ---------------------------------------------------- | --------------------------- | ---------- | ---------- |
| 193 253-2 (ELL) Snälltåget / 91 80 6193 253-2 D-ELOC | European Locomotive Leasing | 2016       |            |
| 193 254-0 (ELL) Snälltåget / 91 80 6193 254-0 D-ELOC | European Locomotive Leasing | 2016       |            |
| 193 255-7 (ELL) Snälltåget / 91 80 6193 255-7 D-ELOC | European Locomotive Leasing | 2016       |            |
| 193 287-0 (ELL) Snälltåget /                         | European Locomotive Leasing | 2018       |            |
| 193 288-8 (ELL) Snälltåget / 91 80 6193 288-8 D-ELOC | European Locomotive Leasing | 2018       |            |

Im Deutschlandverkehr ab/bis Malmö werden 2023 weiterhin Lokomotiven von Hector-Rail eingesetzt.

### Reisezugwagen
Für die Beförderung der Reisenden stehen zahlreiche eigene Reisezugwagen, Liegewagen, Speisewagen und Gepäckwagen zur Verfügung. Der erste Nachtzug bestand aus BC2-Liegewagen (Kalmar Verkstad, AB Svenska Järnvägsverkstäderna, Baujahre 1942–1959), die Veolia von Statens Järnvägar gekauft und 2007 modernisiert wurden, sowie einem Speisewagen, der von „Visit Vemdalen“ gemietet wurde. Im Sommer 2017 wurden 16 umgebaute deutsche InterRegio-Wagen Typ Bmpz, die für 200 km/h zugelassen sind, sowie drei umgebaute Speisewagen Typ WRbmz, die alle von Hector Rail erworben und bei S.C. Atelierele CFR Grivita S.A in Bukarest modernisiert und umgebaut wurden, in Betrieb genommen.
2019 wurden weitere zehn Liegewagen erworben. Die Wagen waren zuvor im DB-Nachtzugkonzept City Night Line eingesetzt und sind mit Klimaanlage und Steckdosen ausgestattet.
2025 kaufte Snälltåget von der Deutschen Bahn 11 Sitzwagen und 4 Speisewagen.

## Eigentümer
Snälltåget ist eine Marke der Merresor AB, die wiederum zur Transdev Sverige AB gehört. Muttergesellschaft ist die internationale Transdev-Gruppe. Im November 2021 teilte Transdev Sverige mit, dass die auf eigenwirtschaftliche Verkehre spezialisierten Tochtergesellschaften Merresor Buss und Snälltåget verkauft werden sollen.